# Саванна (пароход)
«Сава́нна» (англ. Savannah) — американский парусно-паровой пакетбот-парусник, оснащённый вспомогательной паровой машиной с бортовыми гребными колёсами.
Корабль был назван в честь американского города Саванна в штате Джорджия.
«Саванна» стала первым самоходным судном, пересёкшим Атлантический океан.

## История постройки
Постройка была начата в 1818 году. Первоначально судно строилось как чисто парусное (трёхмачтовый корабль), но ещё на стапеле капитан Мозес Роджерс (Moses Rogers) убедил будущих владельцев, «Скарборо и Айзекс» (Scarborough & Isaacs) из Саванны, оснастить его паровой машиной, ради престижа первого трансокеанского перехода.
Для размещения машины грот-мачта была сдвинута в корму больше, чем у обычных парусников. Двигатель представлял собой одноцилиндровую паровую машину низкого давления мощностью 90 л. с., простого действия, наклонного типа, диаметр цилиндра 40 дюймов/100 см, ход поршня 5 фт/152 см, был изготовлен в Нью-Йорке, остальные части машины и кованые гребные колёса в Нью-Джерси. Паровой котёл располагался под машиной, дымовая труба имела в верхней четверти изгиб в сторону кормы. Поскольку паровая машина "Саванны" рассматривалась только как вспомогательный двигатель, гребные колёса были сделаны складными, а колёсные кожухи из парусины на железном каркасе. Гребные колёса состояли из неподвижных диаметральных спиц и расположенных по обе стороны радиальных, удерживаемых в рабочем положении цепями. Складная конструкция гребных колёс позволяла избежать сопротивления движению и риска повреждения колёс волнами, когда судно шло только под парусами. Запас топлива составлял 75 тонн угля и около 90 кубометров дров.
Были предусмотрены места для 32 пассажиров, исключительно в каютах. По записям в судовом журнале, «помещения для дам совершенно отдельно от мест мужчин». Для обеда и отдыха имелись три полностью обставленных салона.
Постройка обошлась около 50 тыс. долларов США.
22 августа 1818 года «Саванна» была спущена на воду.

## Служба
Своё первое плавание корабль совершил 28 марта 1819 года. Первоначально «Саванна» была почтовым судном, однако ей было суждено навсегда войти в историю в качестве пионера трансатлантических пароходных рейсов.
24 мая 1819 года в 05:00 парусно-паровой пакетбот снялся с якоря на рейде города Саванна и направился через Атлантический океан в город Ливерпуль (Англия). Через 29 с половиной суток судно прибыло в пункт назначения, став по праву называться первым пароходом, пересёкшим Атлантику. Из гавани Ливерпуля корабль продолжил своё историческое путешествие, направившись в Стокгольм (Швеция), а затем Санкт-Петербург (Российская империя).
Владельцы судна надеялись продать его в Европе, однако у возможных покупателей «Саванна» интереса не вызвала. Двигателем пароход пользовался не более 85 часов во время трансатлантического плавания и только в пределах прибрежной зоны (при непрерывной работе дорогостоящий уголь стал бы единственным грузом, которым можно было заполнить трюмы пакебота). Во время перехода из Ливерпуля в Санкт-Петербург паровую машину использовали в общей сложности 241 час. В Америку корабль возвратился и вовсе не используя паровую машину. Машинно-котельное отделение и топливо занимали слишком много места на судне, делая его неэкономичным, с учётом того, что паровая машина рассматривалась только как вспомогательный двигатель.
Почти три десятилетия (до 1847 года) после этого ни один построенный в США пароход не пересекал Атлантику.
По возвращении судна в родной порт паровой двигатель был демонтирован и, уже как парусник, «Саванна» вплоть до 1821 года ходила на линии Нью-Йорк — Саванна. 5 ноября 1821 года «Саванна» потерпела кораблекрушение близ острова Лонг-Айленд.